# Ustanciosporium kuwanoanum
Ustanciosporium kuwanoanum är en svampart som först beskrevs av Togashi & Maki, och fick sitt nu gällande namn av Vánky 2002. Ustanciosporium kuwanoanum ingår i släktet Ustanciosporium och familjen Anthracoideaceae.   Inga underarter finns listade i Catalogue of Life.